# عسكر زعيل
العميد عسكر زعيل، الملحق العسكري بسفارة الجمهورية اليمنية بتركيا، عميد يمني وأحد ضباط الفرقة الاولى مدرع الداعم لثورة الشباب اليمنية المتحدث باسم قائد الفرقة الاولى مدرع اللواء علي محسن الأحمر. ولد في محافظة اب.

## تأييد للثورة
بعد مجزرة جمعة الكرامة التي قام بها نظام صالح تجاه المعتصمين السلميين وادت إلى مقتل أكثر من 54 من شباب الثورة أعلن اللواء علي محسن الأحمر انضمامه إلى ثورة الشباب مع جميع مرؤوسيه.

## محاولات الاغتيال
انفجارت دراجة نارية مفخخة في منزل القائد العسكري عسكر زعيل.

## جوائز
منحتها السعودية منحة عسكرية مكافأة له على ما قدمه خلال الحروب ضد الحوثيين